# Kaupo
Kaupo, Kaupo iz Turaide ali Kaupo Lieven, včasih tudi Kubbe (latvijsko Kaupo, srednje in visokonemško Kope), je bil voditelj (starešina) finsko govorečega livonskega ljudstva v začetku 13. stoletja na ozemlju današnje Latvije in Estonije ob Riškem zalivu, * 12. stoletje, † 21. september 1217. 
Kaupa včasih imenujejo 'kralj Livonije', v Henrikovi kroniki Livonije pa je omenjen kot 'quasi rex' (kakor kralj).
Kaupa se šteje za prvega med njegovimi rojaki, ki je sprejel katoliško vero. Vladal je v Turaidi na desnem bregu reke Gaui in velja za prednika rodbine Lieven. 

## Biografija
Kaupo je bil rojen najverjetneje v švedskem naselju Kaup v današnjem Kaliningradu in je bil domnevno potomec Varjagov, ki so sodelovali pri ustanovitvi Kijevske Rusije. 
Bil je prvi pomemben Livonec, ki se je pokristjanil. Krstil ga je verjetno okoli leta 1191 Teoderik iz Turaide, pridigar, ki je kasneje postal opat opatije Daugavgrīva. Postal je goreč kristjan in prijatelj riškega škofa Alberta Buxhoevedena, ki ga je v letih 1203–1204 odpeljal s seboj na potovanje v Rim in ga predstavil papežu Inocencu III. Papež je bil navdušen nad spreobrnjenim poganskim poglavarjem in mu je podaril Sveto pismo, sto zlatnikov, ga povišal v plemiški stan in mu dal ime "Lieven". Ko se je vrnil iz Rima, se mu je njegovo pleme uprlo in Kaupo je leta 1212 sodeloval pri obleganju svoje nekdanje trdnjave v Turaidi. V bližini lesene trdnjave je bila dve leti pozneje zgrajena nova iz opeke in kamna.
Kaupo je sodeloval v križarskem pohodu proti še vedno poganskim Estoncem in bil ubit v bitki na dan svetega Mateja leta 1217, ko se je boril proti vojski estonskega voditelja Lembituja iz Lehole. 
Imel je samo sina Bertolda, ki je bil že pred njim ubit leta 1210 v bitki pri Ümeri. Prvi potomec, ki je začel pogosteje uporabljati priimek Lieven, je bil njegov vnuk Nikolas. 
Sodobni Estonci, Latvijci in preostali Livonci nimajo enotnega mnenja o Kaupovi zgodovinski vlogi. Baltski nacionalisti ga običajno imajo za negativno osebnost in izdajalca svojega ljudstva, vendar znanstveniki takšne trditve včasih zavračajo kot projiciranje sodobnih stališč na srednjeveškega poglavarja. Nekatere latvijske ljudske pripovedke ga imenujejo "Prekleti Kaupo, nadloga Livov, ... Kaupo, ki je prodal svojo dušo tujim škofom".

## Vira
- Историческая энциклопедия. Издательство «Советская энциклопедия»
- Henricus Lettus. Heinrichs livländische Chronik, 2 Aufl., Hannover, 1955 (v zbirki Scriptores rerum Germanicarum ex Monumentis Germaniae historicis)